# Łagiewniki (gromada w powiecie wieluńskim)
Łagiewniki – dawna gromada, czyli najmniejsza jednostka podziału terytorialnego Polskiej Rzeczypospolitej Ludowej w latach 1954–1972.
Gromady, z gromadzkimi radami narodowymi (GRN) jako organami władzy najniższego stopnia na wsi, funkcjonowały od reformy reorganizującej administrację wiejską przeprowadzonej jesienią 1954 do momentu ich zniesienia z dniem 1 stycznia 1973, tym samym wypierając organizację gminną w latach 1954–1972.
Gromadę Łagiewniki siedzibą GRN w Łagiewnikach utworzono – jako jedną z 8759 gromad na obszarze Polski – w powiecie wieluńskim w woj. łódzkim, na mocy uchwały nr 40/54 WRN w Łodzi z dnia 4 października 1954. W skład jednostki weszły obszary dotychczasowych gromad Platoń, Raczyn i Kąty oraz wieś Łagiewniki, parcelacja Łagiewniki, kolonia Leonów i kolonia Teklin z dotychczasowej gromady Łagiewniki ze zniesionej gminy Czarnożyły w tymże powiecie. Dla gromady ustalono 16 członków gromadzkiej rady narodowej.
Gromadę zniesiono 1 stycznia 1958, a jej obszar włączono do gromady Czarnożyły.